# Xingning, Nanning
Xingning är ett stadsdistrikt i Nanning i den autonoma regionen Guangxi i sydligaste Kina.